# Berhet
Berhet település Franciaországban, Côtes-d’Armor megyében. Lakosainak száma 272 fő (2022. január 1.). Berhet Cavan, Langoat, Mantallot és Prat községekkel határos.

## Népesség
A település népességének változása:
| Lakosok száma | 223  | 181  | 217  | 210  | 243  | 250  | 257  | 268  | 273  | 272  |
|               | 1968 | 1982 | 1990 | 2006 | 2013 | 2015 | 2017 | 2019 | 2020 | 2022 |